# Mistrzostwa Polski w Judo 2007
51. edycja Mistrzostw Polski w judo odbyła się w dniach 2 – 3 czerwca 2007 roku w Warszawie.

## Medaliści 51 mistrzostw Polski

### Kobiety
| Konkurencja: | Złoto:                               | Srebro:                                 | Brąz:                                                                       |
| 48 kg        | Kinga Kubicka AZS Kielce             | Katarzyna Pułkośnik Narew Łapy          | Małgorzata Kamińska AZS AWF Warszawa Ewa Konieczny Czarni Bytom             |
| 52 kg        | Monika Cabaj AZS AWFiS Gdańsk        | Iwona Machałek AZS AWFiS Gdańsk         | Weronika Karbowiak AZS UW Warszawa Martyna Martynowicz Gwardaia Opole       |
| 57 kg        | Inga Kołodziej Gwardia Warszawa      | Małgorzata Bielak AZS AWFiS Gdańsk      | Barbara Letka Śląsk Wrocław Monika Woźniak AZS AWFiS Gdańsk                 |
| 63 kg        | Paulina Rainczuk AZS AWFiS Gdańsk    | Aneta Szczepańska Olimpijczyk Włocławek | Ewa Iwańska-Wiwatowska UKS Kodokan Toruń Ewelina Stanczewska Polonia Rybnik |
| 70 kg        | Beata Rainczuk Czarni Bytom          | Agnieszka Czepukojć AZS AAWFiS Gdańsk   | Katarzyna Piłocik MKS Czechowice-Dziedzice Daria Pogorzelec Wybrzeże Gdańsk |
| 78 kg        | Katarzyna Wróbel Śląsk Wrocław       | Karolina Lampkowska Czarni Bytom        | Aleksandra Maciak ZAS AWF Warszawa Katarzyna Zakolska AZS AWF Wrocław       |
| +78 kg       | Małgorzata Górnicka AZS AWF Warszawa | Urszula Sadkowska UKS Rekord Olsztyn    | Marzena Makuła AZS AWF Wrocław Magdalena Kozioł AZS AWFiS Gdańsk            |
| open         | Marzena Makuła AZS AWF Wrocław       | Agnieszka Czepukojć AZS AWFiS Gdańsk    | Magdalena Kozioł AZS AWFiS Gdańsk Emilia Rulka UKS Rekord Olsztyn           |

### mężczyźni
| Konkurencja: | Złoto:                                | Srebro:                             | Brąz:                                                            |
| 60 kg        | Kamil Sułek Gwardia Warszawa          | Marek Kręcielewski Gwardia Warszawa | Maciej Irek AZS UW Warszawa Mariusz Rowicki AZS UKI Ryś Warszawa |
| 66 kg        | Tomasz Adamiec AZS UKI Ryś Warszawa   | Paweł Zagrodnik Czarni Bytom        | Mariusz Janicki Śląsk Wrocław Mateusz Michałek Czarni Bytom      |
| 73 kg        | Krzysztof Wiłkomirski AZS UW Warszawa | Bartosz Garsztecki AZS Gliwice      | Jakub Bułka Gwardia Opole Piotr Kurkiewicz AZS UKJ Ryś Warszawa  |
| 81 kg        | Łukasz Błach Gwardia Wrocław          | Łukasz Balanda AZS UW Warszawa      | Krzysztof Gadacz Czarni Bytom Grzegorz Czajka Czarni Bytom       |
| 90 kg        | Łukasz Koleśnik Gwardia Wrocław       | Krzysztof Węglarz Wisła Kraków      | Piotr Zbyszewski Wisła Kraków Wincenty Krawczyk Czarni Bytom     |
| 100 kg       | Przemysław Matyjaszek Czarni Bytom    | Patryk Janik Śląsk Wrocław          | Piotr Golus Czarni Bytom Kamil Panek AZS AWFiS Gdańsk            |
| +100 kg      | Grzegorz Eitel Gwardia Warszawa       | Janusz Wojnarowicz Czarni Bytom     | Michał Pokrywka Olimpia Poznań Paweł Sitarski Gwardia Warszawa   |
| open         | Przemysław Matyjaszek Czarni Bytom    | Piotr Golus Czarni Bytom            | Kamil Panek AZS AWFiS Gdańsk Wiktor Tworzydło AZS AWF Warszawa   |